# York Avenue
York Avenue és una avinguda de Manhattan, a New York que comença al nord del carrer 60è i que voreja l'East River.
És la principal avinguda del barri de  Yorkville a qui ha donat el seu nom. És una avinguda d'immobles d'habitatges de les classes mitjanes i benestants, desproveïda d'activitats comercials particulars.

## Llocs d'interès
- York Avenue alberga la prestigiosa Rockefeller University entre els carrers 63 i 68.

## Anècdota
- L'11 d'octubre de 2006 un petit avió privat, pilotat per Cory Lidle, un jugador de baseball dels New York Yankees, s'ha aixafat accidentalment en un immoble (Belaire apartments) de York Avenue, provocant la mort del pilot i del seu instructor així com l'incendi de nombrosos pisos.